# Ribera Alta (Comunidade Valenciana)
Ribera Alta é uma comarca da Comunidade Valenciana, na Espanha. Sua capital é o município de Alzira. Limita com as comarcas de Hoya de Buñol, Horta Oest, Ribera Baixa, La Canal de Navarrés, Costera e Safor.
Dentre seus monumentos arquitetônicos, pode-se citar os exemplos de arquitetura islâmica presentes no território comarcal, construções tais como o Castelo de Aledua e a Torre Mussa, construídas no século XII.

## Municípios
| Município               | População | Área  | Densidade |
| ----------------------- | --------- | ----- | --------- |
| Alcira                  | 44.892    | 110,4 | 389,83    |
| Algemesí                | 27.272    | 41,5  | 657,15    |
| Carcagente              | 21.695    | 59,2  | 366,46    |
| Carlet                  | 15.189    | 45,6  | 333,09    |
| Alginet                 | 12.605    | 24,1  | 523,02    |
| Benifaió                | 12.204    | 20,1  | 607,16    |
| L'Alcúdia               | 11.105    | 23,7  | 468,56    |
| Alberic                 | 10.330    | 27,0  | 382,59    |
| Villanueva de Castellón | 7.493     | 20,3  | 369,11    |
| Turís                   | 6.053     | 80,5  | 75,19     |
| Guadassuar              | 5.943     | 35,3  | 168,35    |
| Monserrat               | 5.452     | 45,6  | 119,56    |
| Puebla Larga            | 4.420     | 10,1  | 437,62    |
| Catadau                 | 2.619     | 35,5  | 77,77     |
| Llombai                 | 2.600     | 55,6  | 46,76     |
| Manuel                  | 2.570     | 6,0   | 428,33    |
| Montroy                 | 2.500     | 31,4  | 79,61     |
| Rafelguaraf             | 2.453     | 16,3  | 150,49    |
| Real                    | 2.150     | 18,3  | 117,48    |
| Benimodo                | 2.141     | 12,5  | 171,28    |
| Càrcer                  | 2.095     | 7,6   | 275,65    |
| Massalavés              | 1.652     | 7,5   | 220,26    |
| Antella                 | 1.526     | 17,6  | 86,70     |
| Alfarp                  | 1.423     | 20,6  | 69,07     |
| Alcàntera de Xúquer     | 1.397     | 3,4   | 410,88    |
| Sumacàrcer              | 1.296     | 20,1  | 64,47     |
| Gavarda                 | 1.171     | 7,8   | 150,12    |
| Tous                    | 1.152     | 127,5 | 9,03      |
| Senyera                 | 1.141     | 2,0   | 570,50    |
| L'Ènova                 | 1.011     | 7,7   | 131,28    |
| Beneixida               | 670       | 3,2   | 209,37    |
| Benimuslem              | 605       | 4,2   | 144,04    |
| Sellent                 | 454       | 14,0  | 32,42     |
| Sant Joanet             | 413       | 1,9   | 217,36    |
| Cotes                   | 373       | 6,0   | 62,16     |